# Macroclinium escobarianum
Macroclinium escobarianum är en orkidéart som beskrevs av Dodson och Franco Pupulin. Macroclinium escobarianum ingår i släktet Macroclinium och familjen orkidéer.
Artens utbredningsområde är Colombia. Inga underarter finns listade i Catalogue of Life.